# Titularbistum Baia
Baia ist ein Titularbistum der römisch-katholischen Kirche.
Es geht zurück auf einen früheren Bischofssitz in der gleichnamigen antiken Stadt, die sich in der römischen Provinz Numidien befand.
| Titularbischöfe von Baia |                    |                                                   |                  |                   |
| Nr.                      | Name               | Amt                                               | von              | bis               |
| 1                        | Viktor Hälg OSB    | Koadjutorbischof/Abtbischof von Ndanda (Tansania) | 13. Januar 1949  | 29. November 1975 |
| 2                        | László Tóth        | Weihbischof in Veszprém (Ungarn)                  | 2. April 1976    | 6. Juli 1997      |
| 3                        | Adriano Langa OFM  | Weihbischof in Maputo (Mosambik)                  | 24. Oktober 1997 | 1. April 2005     |
| 4                        | Denis James Madden | Weihbischof in Baltimore (USA)                    | 10. Mai 2005     |                   |